# ديفيد بلتيمور
ديفيد بلتيمور (بالإنجليزية: David Baltimore) (ولد في مدينة نيويورك في 7 مارس 1938) هو عالم أحياء ومدير جامعة أمريكي. رأس معهد كاليفورنيا للتقنية (كالتك) بين عامي 1997 و2006، وهو الآن أستاذ كرسي روبرت ميليكان لعلم الأحياء بالمعهد. كما رأس جامعة روكفلر عامي 1990 و1991، ورأس الجمعية الأمريكية للتقدم العلمي سنة 2007.
تقاسم بلتيمور جائزة نوبل في الطب عام 1975 مع كل من هوارد تيمن وريناتو دولبيكو، عن أبحاثه التي أدت إلى اكتشاف إنزيم الناسخ العكسي، أنزيم ضروري عند الفيروسات القهقرية مثل فيروس نقص المناعة.
أشرف على العديد من طلبة الدكتوراه وزملاء ما بعد الدكتوراه ومنهم من أكمل لينال مسيرة مهنية مميزة حافلة بالإنجازات. إضافةً لجائزة نوبل، حصل بلتيمور على عدد من الجوائز ومن ضمنها وسام العلم الأمريكي عام 1999. يشغل بلتيمور الآن منصب في مجلس رعاة مجلة العلماء الذريين وهو أيضًا مستشار لتحالف الإحسان العلمي.

## بداية حياته وتعليمه
وُلد بلتيمور في السابع من مارس عام 1938 في مدينة نيويورك لأبوين هما غيرترو (ليبشيتز) وريتشارد بلتيمور. ترعرع بلتيمور في أحياء مقاطعة كوينز في فورست هيلز وريغو بارك، انتقل هو وعائلته إلى ضاحية غريت نيك في نيويورك عندما كان في المرحلة الإعدادية؛ لأن أمه شعرت أن مدارس المدينة غير كافية. تربى والده على أن يكون يهوديًا أرثوذكسيًا، وكانت أمه ملحدة، ولاحظ بلتيمور العطل اليهودية وكان يحضر الكنيس مع والده من خلال البار متزفا. تخرّج من مدرسة غريت نيك الثانوية عام 1956، يُعزى اهتمامه بعلم الأحياء من خلال تمضية الصيف في مختبر جاكسون ضمن برنامج الطالب الصيفي في بار هاربور، مايين.
حصل بلتيمور على درجة البكالوريوس مع مرتبة الشرف في كلية سوارثمور عام 1960. يرجع الفضل في اهتمامه بعلم الأحياء الجزيئي لجورج سترايزنغر الذي عمل تحت إشرافه في صيف واحد في مختبر كولد سبرينج هاربور. كان مستقبل بلتيمور الواعد واضحًا في عمله وهو طالب دراسات عليا عندما التحق ببرنامج الدراسات العليا في معهد ماساتشوستس للتكنولوجيا في علم الأحياء عام 1960 بنهج مندفع ورائع لتعلم العلوم.
سرعان ما أدى اهتمامه المبكر بوراثة العاثيات إلى شغفه بالفيروسات الحيوانية. التحق بدورة كولد سبرينج هاربور في علم الفيروسات الحيواني عام 1961، وانتقل إلى مختبر ريتشارد فرانكلين في معهد روكفلر في مدينة نيويورك الذي كان أحد المختبرات القليلة الرائدة في البحوث الجزيئية في علم الفيروسات الحيواني. هناك قام باكتشافات أساسية حول تنسُّخ الفيروس وتأثيره على استقلاب الخلايا، بما في ذلك الوصف الأول للحمض النووي الريبي المتنسّخ. أنهى أطروحته لنيل الدكتوراه في عام 1964.

## المسيرة المهنية والبحث
بعد حصوله على درجة الدكتوراه، عاد بلتيمور إلى معهد ماساتشوستس للتكنولوجيا لأبحاث ما بعد الدكتوراة مع جيمس دارنيل في عام 1963. واصل عمله في مجال تنسُّخ الفيروسات باستخدام الفيروسة السنجابية واستمر في التدريب في علم الإنزيمات مع جيرارد هورويتز في كلية ألبرت آينشتاين للطب في عام 1964/1965.

### باحث مستقل
عيّن ريناتو دولبيك بلتيمور في فبراير 1965  في معهد سالك للدراسات البيولوجية المنشأ حديثًا في لا جولا بصفته شريك أبحاث مستقل. درس هناك تكرُّر الحمض النووي الريبي للفيروسة السنجابية، وبدأ مسيرته المهنية الطويلة في الإشراف على المسيرات المهنية المبكرة للعلماء الآخرين بما في ذلك مارك جيرارد ومايكل جاكوبسون. اكتشفوا آلية التشطُّر الحال للبروتين لسلائف البروتينات الفيروسية، مشيرين إلى أهمية عملية حل البروتين في تخليق البروتينات حقيقية النواة. التقى بلتيمور بزوجته المستقبلية، أليس هوانغ، التي بدأت العمل معه في معهد سالك عام 1967. أجرى هو وأليس معًا تجارب رئيسة على جسيمات التداخل المعيبة وأنواع الفيروسات الزائفة. اكتشف بلتيمور -خلال هذا العمل- اكتشافًا رئيسًا يتلخص في أن السنجابية تُنتج بروتيناتها الفيروسية، فتحلل البروتين المفرد الكبير، ثم يُعالج لاحقًا في الببتيدات الوظيفية الفردية.

### معهد ماساتشوستس للتكنولوجيا

#### الناسخ العكسي
عين الحائزُ على جائزة نوبل سلفادور لوريا بلتيمور في عام 1968 في قسم البيولوجيا في معهد ماساتشوستس للتكنولوجيا بصفة بروفيسور مشارك في علم الأحياء الدقيقة.
انتقلت أليس س. هوانغ أيضًا إلى معهد ماساتشوستس للتكنولوجيا لمواصلة بحثها حول فيروس التهاب الفم الحويصلي. أصبحا ثنائيًا، وتزوجا في أكتوبر 1968. في معهد ماساتشوستس للتكنولوجيا، اكتشف بلتيمور وهوانغ وطالبة الدراسات العليا مارثا ستامبفر أن فيروس التهاب الفم الحويصلي يتضمن بوليميريز الحمض النووي الريبي المعتمد على الحمض النووي الريبي داخل جسيم الفيروس، واستخدما إستراتيجية تكرُّر جديدة لتكرار جينوم الحمض النووي الريبي. دخل فيروس التهاب الفم الحويصلي خليةً مضيفة كخليط سلبي وحيد من الحمض النووي الريبي، ولكن أحضر معه بوليميريز الحمض النووي الريبي لتحفيز عمليات نسخ وتكرُّر المزيد من الحمض النووي الريبي.
مدد بلتيمور هذا العمل وفحص فيروسين ورميين من الحمض النووي الريبي وفيروس راوشر الفأري لابيضاض الدم وفيروس ساركوما روس. اكتشف بلتيمور الناسخ العكسي، الإنزيم الذي يبلمر الدي إن إيه من مرصاف الحمض النووي الريبي.
اكتشف بلتيمور، بقيامه بذلك، فئةً مميزة من الفيروسات، اسماها لاحقًا الفيروسات الراجعة، التي تستخدم مرصاف الحمض النووي الريبي لتحفيز تخليق الدي إن إيه الفيروسي. قلب هذا الاكتشاف العقيدة المركزية في النظرية الجينية، وهو الاعتقاد بأن المعلومات الوراثية تتدفق بشكل أحادي الاتجاه من الدي إن إيه إلى الحمض النووي الريبي (ثم إلى البروتينات). يُعد النسخ العكسي أمرًا ضروريًا لاستنساخ الفيروسات الراجعة، ما يسمح لمثل هذه الفيروسات بتحويل طاقات الحمض النووي الريبي الفيروسي إلى طاقات الدي إن إيه الفيروسية. تشمل الفيروسات التي تندرج ضمن هذه الفئة فيروس نقص المناعة البشرية.
قلب اكتشاف الناسخ العكسي -المُنجز بالتزامن مع هوارد تيمين الذي اقترح فرضية طليعة الفيروس- العقيدة المركزية للبيولوجيا الجزيئية عبر إظهار أن المعلومات الوراثية يمكن أن تتنقل باتجاه ثنائي بين الدي إن إيه والحمض النووي الريبي. نشر بلتيمور وتيمين هذه النتائج في أوراق بحثية متتالية في المجلة المرموقة، الطبيعة. بشر هذا الاكتشاف بصفته دليلًا على أن المقاربات الجزيئية والفيروسية لفهم السرطان ستؤدي إلى علاجات جديدة للمرض المخيف. ربما يكون هذا قد أثر على الحرب التي شنها الرئيس ريتشارد نيكسون على السرطان والتي بدأت في عام 1971 وزاد بشكل كبير تمويل البحوث لهذا المرض.

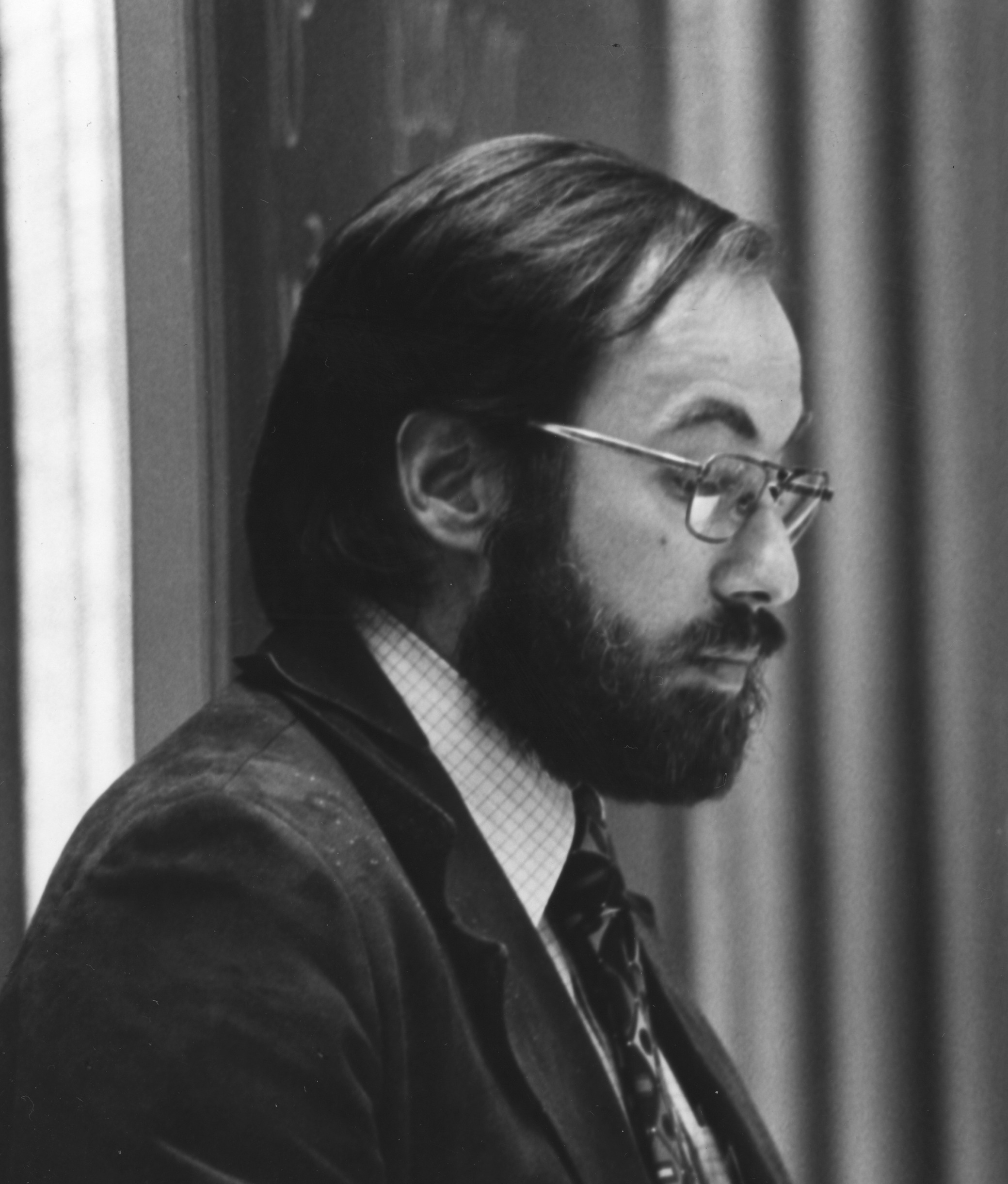
بالتيمور في السبعينيات

حصل بلتيمور، في عام 1972، في سن الرابعة والثلاثين، على منصب بروفيسور علم الأحياء في معهد ماساتشوستس للتكنولوجيا، وهو المنصب الذي شغله حتى عام 1997. تقاسم بلتيمور، في عام 1975، في سن السابعة والثلاثين، جائزة نوبل للفيزيولوجيا أو الطب مع هوارد تيمين وريناتو دولبيكو. تنص الإشادة بهم: «لاكتشافاتهم المتعلقة بالتفاعل بين فيروسات الورمية والمواد الوراثية للخلية». كان أعظم إسهام لبلتيمور في ذلك الوقت في علم الفيروسات هو اكتشاف الناسخ العكسي.

## روابط خارجية
- ديفيد بلتيمور على موقع الموسوعة البريطانية (الإنجليزية)
- ديفيد بلتيمور على موقع مونزينجر (الألمانية)
- ديفيد بلتيمور على موقع ميوزك برينز (الإنجليزية)
- ديفيد بلتيمور على موقع إن إن دي بي (الإنجليزية)